# Ярнсакса (спътник)
Ярнсакса, също познат като Сатурн L (условно означение S/2006 S 6) е естествен спътник на Сатурн. Откритието му е обявено от Скот Шепърд, Дейвид Джуит, Ян Клайн и Брайън Марсдън на 26 юни 2006 от наблюдения между 5 януари и 29 април 2006. S/2006 S 6 е около 6 км в диаметър и орбитира около Сатурн на средна дистанция 18,556.9 млн. мили за 943.784, при инклинация 162.9° към еклиптиката в ретроградно направление с ексцентричност 0.1918. Наречен е на Ярнсакса, великанка от племето на йотуните в скандинавската митология.